# جلال‌الدین سرخ‌پوش بخاری
سید جلال‌الدین سرخ‌پوش بخاری (اردو: سید جلال الدین سرخ‌پوش بخاری؛ 1198 – ۲۰ مهٔ ۱۲۹۲) صوفی و مبلغ سهروردیه بود.